# حزب الخضر (بنين)
الخضر (بالفرنسية: Les Verts)‏ هو حزب سياسي معارض في بنين. كان جزءًا من تحالف النجمة الذي خاض انتخابات 1999 و2003 البرلمانية. في الانتخابات البرلمانية في بنين عام 2003، فاز التحالف بثلاثة مقاعد من أصل 83 مقعدًا.
في عام 2011، قيل أن حزب الخضر كان يضم 500 عضو. ومع ذلك، لم يكن للحزب أعضاء منتخبون في الجمعية الوطنية أو في المجالس المحلية البالغ عددها 77 في البلاد.